# Rajdowe Samochodowe Mistrzostwa Polski 2007
Ten artykuł dotyczy sezonu 2007 Rajdowych Samochodowych Mistrzostw Polski.

## Kalendarz
| Runda | Data          | Rajd                     | Baza        | Nawierzchnia  | Dod. kat. |        |
| ----- | ------------- | ------------------------ | ----------- | ------------- | --------- | ------ |
| 1     | 2.02 – 3.02   | 3. Rajd Magurski         | Gorlice     | śnieg         |           | Wyniki |
| 2     | 27.04 – 28.04 | 35. Rajd Elmot-Remy      | Świdnica    | asfalt        |           | Wyniki |
| 3     | 8.06 – 10.06  | 64. Rajd Polski          | Mikołajki   | szuter        | ERC       | Wyniki |
| 4     | 12.07 – 14.07 | 3. Subaru Poland Rally   | Kraków      | asfalt        |           | Wyniki |
| 5     | 27.07 – 29.07 | 3. Rajd Lotos Baltic Cup | Gdańsk      | szuter        |           | Wyniki |
| 6     | 9.08 – 11.08  | 16. Rajd Rzeszowski      | Rzeszów     | asfalt        |           | Wyniki |
| 7     | 7.09 – 8.09   | 8. Rajd Nikon            | Dzierżoniów | asfalt        |           | Wyniki |
| 8     | 21.09 – 23.09 | Rajd Orlen               | Płock       | asfalt/szuter |           | Wyniki |

## Klasyfikacje

### Klasyfikacja generalna kierowców[1]
Do klasyfikacji wliczanych było 7 z 8 najlepszych wyników. Nie wliczano do klasyfikacji kierowców, którzy nie zostali sklasyfikowani w minimum dwóch rajdach.
| Poz. | Kierowca                                              | MAG | ELM | POL  | SUB  | LOT | RZE | NIK | ORL | Suma punktów |
| ---- | ----------------------------------------------------- | --- | --- | ---- | ---- | --- | --- | --- | --- | ------------ |
| 1    | Bryan Bouffier                                        |     |     | 5    | 1*   | 3*  | 1*  | 1*  | 1*  | 55           |
| 2    | Tomasz Kuchar                                         | 1   | 2   | 10   | 3    | 5   |     | 10  | 5   | 32           |
| 3    | Sebastian Frycz                                       | 3   | 3   | 6    | (13) | 4   | 2   | 5   | 12  | 32           |
| 4    | Michał Bębenek                                        | 4   | NU  | NU   | 6    | 2   | 3   | NU  | 3   | 28           |
| 5    | Kajetan Kajetanowicz                                  |     | 1   | 36   | NU   | 7   | 4   | 4   | NU  | 22           |
| 6    | Michał Sołowow                                        | 5   | 6   | 11   | 4    | 10  | 5   | NU  | 6   | 19           |
| 7    | Zbigniew Gabryś                                       |     | 7   | 7    | NU   | 1   | 7   | NU  | 7   | 18           |
| 8    | Krzysztof Hołowczyc                                   |     |     | 2*   |      |     |     |     | 2   | 17           |
| 9    | Leszek Kuzaj                                          | 16* | 4*  | NU   | 20   | 13  | 27  | 2   | 8   | 16           |
| 10   | Paweł Dytko                                           | 2   | NU  | NU   | 16   | 6   | 6   | 9   | 9   | 14           |
| 11   | Zbigniew Staniszewski                                 | 6   |     | 4    |      | 21  |     |     | 4   | 13           |
| 12   | Tomasz Czopik                                         | 7   | NU  | 29   | 2    |     |     |     |     | 10           |
| 13   | Maciej Lubiak                                         | 10  | NU  | NU   | NU   |     | 8   | 3   | 25  | 7            |
| 14   | Grzegorz Grzyb                                        | 15  |     | 14   | 5    | 18  | 13  | 6   | NU  | 7            |
| 15   | Stefan Karnabal                                       | NU  | 5   | 8    | 7    | 14  |     |     |     | 7            |
| 16   | Bartłomiej Grzybek                                    | NU  | 9   | 26   | 14   | 15  | 12  | 7   |     | 2            |
| 17   | Maciej Oleksowicz                                     | 12  | 8   | 12   | 32   | 8   | 10  | NU  | 10  | 2            |
| 18   | Mariusz Stec                                          | 9   | 10  | (16) | 12   | 11  | 9   | 8   | 11  | 1            |
| 19   | Marcin Turski                                         |     | NU  | 26   | 8    | 9   | NU  |     |     | 1            |
| NK   | Oscar Svedlund                                        |     |     | 1    |      |     |     |     |     | (10)         |
| NK   | Renato Travaglia                                      |     |     | 3    |      |     |     |     |     | (6)          |
| NK   | Jakub Wysocki                                         | 8   | NU  | NU   |      |     |     |     |     | (1)          |
|      | Klucz punktacji: 10-8-6-5-4-3-2-1                     |     |     |      |      |     |     |     |     |              |
|      | * dodatkowy punkt za wygranie największej liczby OSów |     |     |      |      |     |     |     |     |              |
|      | Oznaczenia: NU – nie ukończył, DK – dyskwalifikacja   |     |     |      |      |     |     |     |     |              |

| Kolor     | Opis                   |
| --------- | ---------------------- |
| Złoty     | Zwycięzca              |
| Srebrny   | 2. miejsce             |
| Brązowy   | 3. miejsce             |
| Zielony   | Punktowane miejsce     |
| Niebieski | Ukończył nie punktował |
| Fioletowy | Nie ukończył NU        |
| Czarny    | Wykluczony X           |
| Biały     | Nie wystartował NW     |
| Puste     | Nie brał udziału       |

| Poz. | Kierowca                                              | MAG | ELM | POL  | SUB  | LOT | RZE | NIK | ORL | Suma punktów |
| ---- | ----------------------------------------------------- | --- | --- | ---- | ---- | --- | --- | --- | --- | ------------ |
| 1    | Bryan Bouffier                                        |     |     | 5    | 1*   | 3*  | 1*  | 1*  | 1*  | 55           |
| 2    | Tomasz Kuchar                                         | 1   | 2   | 10   | 3    | 5   |     | 10  | 5   | 32           |
| 3    | Sebastian Frycz                                       | 3   | 3   | 6    | (13) | 4   | 2   | 5   | 12  | 32           |
| 4    | Michał Bębenek                                        | 4   | NU  | NU   | 6    | 2   | 3   | NU  | 3   | 28           |
| 5    | Kajetan Kajetanowicz                                  |     | 1   | 36   | NU   | 7   | 4   | 4   | NU  | 22           |
| 6    | Michał Sołowow                                        | 5   | 6   | 11   | 4    | 10  | 5   | NU  | 6   | 19           |
| 7    | Zbigniew Gabryś                                       |     | 7   | 7    | NU   | 1   | 7   | NU  | 7   | 18           |
| 8    | Krzysztof Hołowczyc                                   |     |     | 2*   |      |     |     |     | 2   | 17           |
| 9    | Leszek Kuzaj                                          | 16* | 4*  | NU   | 20   | 13  | 27  | 2   | 8   | 16           |
| 10   | Paweł Dytko                                           | 2   | NU  | NU   | 16   | 6   | 6   | 9   | 9   | 14           |
| 11   | Zbigniew Staniszewski                                 | 6   |     | 4    |      | 21  |     |     | 4   | 13           |
| 12   | Tomasz Czopik                                         | 7   | NU  | 29   | 2    |     |     |     |     | 10           |
| 13   | Maciej Lubiak                                         | 10  | NU  | NU   | NU   |     | 8   | 3   | 25  | 7            |
| 14   | Grzegorz Grzyb                                        | 15  |     | 14   | 5    | 18  | 13  | 6   | NU  | 7            |
| 15   | Stefan Karnabal                                       | NU  | 5   | 8    | 7    | 14  |     |     |     | 7            |
| 16   | Bartłomiej Grzybek                                    | NU  | 9   | 26   | 14   | 15  | 12  | 7   |     | 2            |
| 17   | Maciej Oleksowicz                                     | 12  | 8   | 12   | 32   | 8   | 10  | NU  | 10  | 2            |
| 18   | Mariusz Stec                                          | 9   | 10  | (16) | 12   | 11  | 9   | 8   | 11  | 1            |
| 19   | Marcin Turski                                         |     | NU  | 26   | 8    | 9   | NU  |     |     | 1            |
| NK   | Oscar Svedlund                                        |     |     | 1    |      |     |     |     |     | (10)         |
| NK   | Renato Travaglia                                      |     |     | 3    |      |     |     |     |     | (6)          |
| NK   | Jakub Wysocki                                         | 8   | NU  | NU   |      |     |     |     |     | (1)          |
|      | Klucz punktacji: 10-8-6-5-4-3-2-1                     |     |     |      |      |     |     |     |     |              |
|      | * dodatkowy punkt za wygranie największej liczby OSów |     |     |      |      |     |     |     |     |              |
|      | Oznaczenia: NU – nie ukończył, DK – dyskwalifikacja   |     |     |      |      |     |     |     |     |              |

| Kolor     | Opis                   |
| --------- | ---------------------- |
| Złoty     | Zwycięzca              |
| Srebrny   | 2. miejsce             |
| Brązowy   | 3. miejsce             |
| Zielony   | Punktowane miejsce     |
| Niebieski | Ukończył nie punktował |
| Fioletowy | Nie ukończył NU        |
| Czarny    | Wykluczony X           |
| Biały     | Nie wystartował NW     |
| Puste     | Nie brał udziału       |

## Zwycięzcy klas, zespoły i kluby
W wykazach przedstawiających zwycięzców poszczególnych klas pogrubioną czcionką zaznaczono kierowców i pilotów, którzy zdobyli tytuły mistrza, wicemistrza i drugiego wicemistrza Polski.

### Klasyfikacja Grupy N[2]
| Msc | Kierowca        | Pilot          | Punkty |
| --- | --------------- | -------------- | ------ |
| 1   | Bryan Bouffier  | Xavier Panseri | 50     |
| 2   | Tomasz Kuchar   | Jakub Gerber   | 32     |
| 3   | Sebastian Frycz | Jacek Rathe    | 32     |

### Klasyfikacja indywidualna w klasie Super 2000 Rally[3]
| Msc | Kierowca       | Pilot          | Punkty |
| --- | -------------- | -------------- | ------ |
| 1   | Bryan Bouffier | Xavier Panseri | 21     |
| 2   | Maciej Lubiak  | -              | 8      |
| 3   | Tomasz Czopik  | -              | 6      |

### Klasyfikacja „Super 1600”[4]
| Msc | Kierowca       | Pilot        | Punkty |
| --- | -------------- | ------------ | ------ |
| 1   | Grzegorz Grzyb | Joanna Madej | 8      |

### Klasyfikacja indywidualna w klasie A-7[5]
| Msc | Kierowca          | Pilot                  | Punkty |
| --- | ----------------- | ---------------------- | ------ |
| 1   | Marcin Majcher    | Daniel Leśniak         | 41     |
| 2   | Bartłomiej Boruta | Sławomir Grabarkiewicz | 24     |
| 3   | Jerzy Para        | Filip Dębowski         | 21     |

### Klasyfikacja indywidualna w klasie A-6[6]
| Msc | Kierowca          | Pilot           | Punkty |
| --- | ----------------- | --------------- | ------ |
| 1   | Piotr MACIEJEWSKI | Piotr KOWALSKI  | 49     |
| 2   | Radosław Typa     | Wojciech Żuk    | 36     |
| 3   | Maciej Rzeźnik    | Daniel Dymurski | 13     |

### Klasyfikacja indywidualna w klasie N-3[7]
| Msc | Kierowca             | Pilot | Punkty |
| --- | -------------------- | ----- | ------ |
| 1   | Mariusz Strzałkowski | -     | 4      |
| 2   | Tomasz Kramarczyk    | -     | 2      |

### Klasyfikacja indywidualna w klasie A-5[8]
| Msc | Kierowca         | Pilot              | Punkty |
| --- | ---------------- | ------------------ | ------ |
| 1   | Maciej Żuchowski | Agnieszka Starosta | 2      |

### Klasyfikacja indywidualna w klasie N-2[9]
| Msc | Kierowca       | Pilot              | Punkty |
| --- | -------------- | ------------------ | ------ |
| 1   | Paweł Piasecki | Krzysztof Niedbała | 9      |
| 2   | Marcin Łepik   | Marek Dąbrowski    | 6      |

### Rajdowy Puchar Peugeot[10]
| Msc | Kierowca           | Pilot              | Punkty |
| --- | ------------------ | ------------------ | ------ |
| 1   | Marcin Dobrowolski | Michał Dobrowolski | 149    |
| 2   | Michał Streer      | -                  | 136    |
| 3   | Tomasz Dąbrowski   | Igor Stasz         | 126    |

### Klasyfikacja indywidualna w klasie HR-13[11]
| Msc | Kierowca        | Pilot          | Punkty |
| --- | --------------- | -------------- | ------ |
| 1   | Zbigniew Bartos | Konrad Grochot | 1      |

### Klasyfikacja indywidualna w klasie HR-12[12]
| Msc | Kierowca          | Pilot            | Punkty |
| --- | ----------------- | ---------------- | ------ |
| 1   | Mariusz Woźniczko | -                | 13     |
| 2   | Krzysztof Orski   | -                | 9      |
| 3   | Jerzy Nowakowski  | Anna Kaczmarczyk | 8      |

### Klasyfikacja indywidualna w klasie HR-9[13]
| Msc | Kierowca          | Pilot                | Punkty |
| --- | ----------------- | -------------------- | ------ |
| 1   | Arkadiusz Nowikow | Agnieszka Letkiewicz | 3      |

### Klasyfikacja Zespołów Sponsorskich[14]
| Msc | Zespół                          | Punkty |
| --- | ------------------------------- | ------ |
| 1   | Peugeot Sport Polska Rally Team | 60     |
| 2   | PlayStation Rally Team          | 47     |
| 3   | PSO Michelin Rally Team         | 45     |

### Klasyfikacja Zespołów Producenckich[15]
| Msc | Zespół  | Punkty |
| --- | ------- | ------ |
| 1   | Peugeot | 21     |
| 2   | Subaru  | 17     |
| 3   | Fiat    | 7      |